# Orepukia nota
Orepukia nota là một loài nhện trong họ Agelenidae.
Loài này thuộc chi Orepukia. Orepukia nota được miêu tả năm 1973 bởi Raymond Robert Forster & Wilton.